# Bogatyr

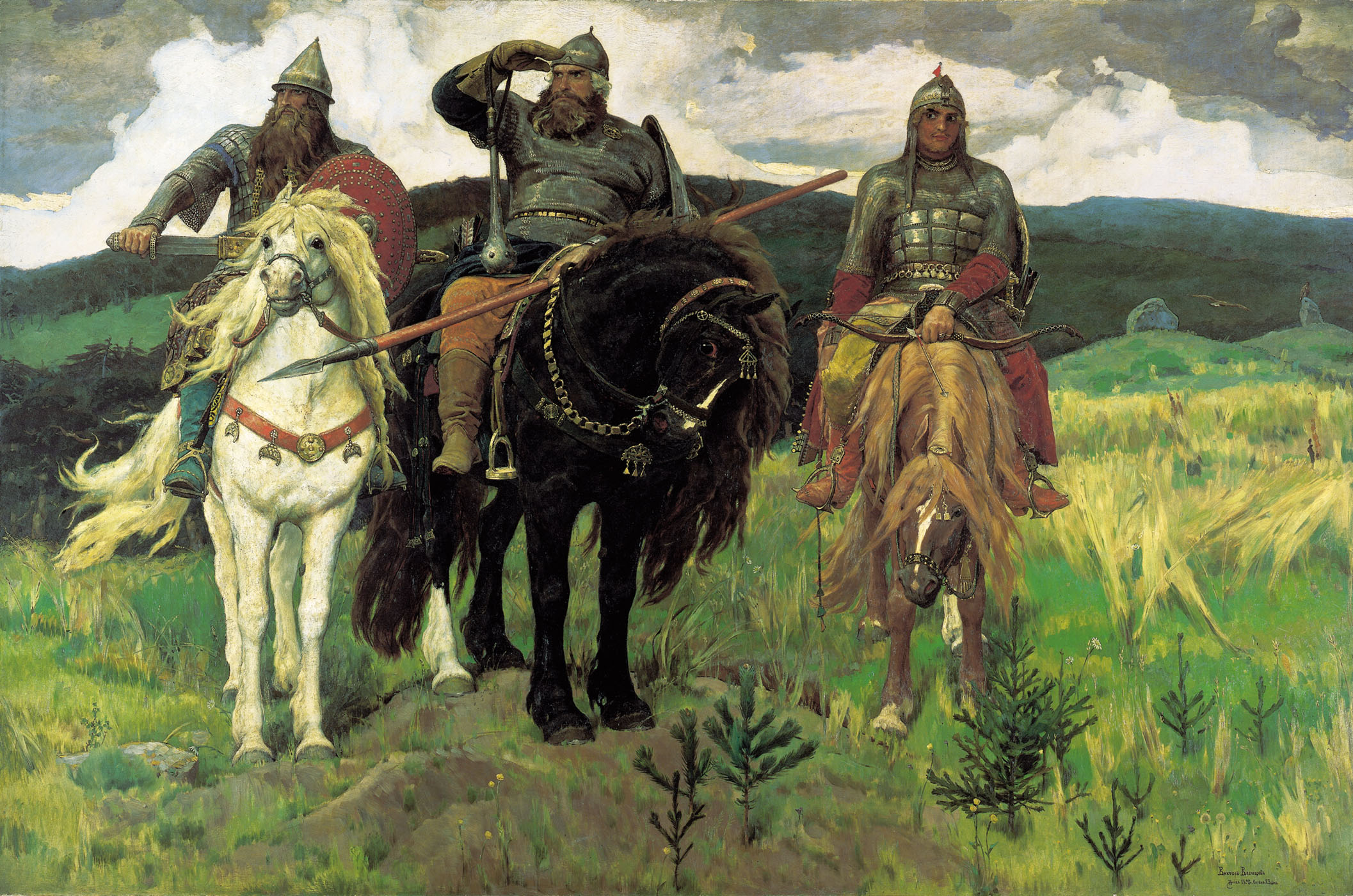
Os bogatyres Ilia Muromets, Dobrinia Nikititch e Aliocha Popovitch (pintura de Viktor Vasnetsov, 1881-1898)

Um Bogatyr ou vityaz é como são conhecidos os herois eslavos descritos nos velhos poemas épicos eslavos chamados de Bylinas. Esses personagens modelo, equivalentes aos cavaleiros errantes da literatura da Europa Ocidental. As histórias assinalam o início das atividades dos bogatyres durante o reinado de Vladimir, o Grande, como integrantes de seu séquito de guerreiros de elite, de forma semelhante aos Cavaleiros da Távola Redonda.
Bogatyres mulheres são conhecidas como polianitsas. 
O bogatyr mais famoso é Ilia Muromets. Ele nasceu paralítico, sem movimentar nenhum membro até aos 33 anos de idade, quando dois menestréis lhe deram uma infusão mágica restituindo-lhe a saúde e força. Entre seus feitos destaca-se a luta contra o Demónio-Furacão.